# BFU
BFU je iniciálová zkratka počítačového slangu označující běžného či naprosto nezkušeného uživatele. BFU se vykládá jako Běžný Fyzický Uživatel nebo Běžný Franta Uživatel, případně ostřeji Blbý Franta Uživatel. V 21. století se začíná objevovat podoba Běžný Facebookový Uživatel. Vzhledem k neexistenci tohoto pojmu v zahraničí lze předpokládat, že až následně vznikly anglické verze – Bloody Fucking User, Beginner For Unix (unixový začátečník) či BrainFree User (uživatel bez mozku).
Takto označený uživatel je z pohledu administrátora/programátora úplně neschopný a zároveň všeho schopný, umí pouze klikat myší na co přijde. Při sebemenším problému zvedá telefonní sluchátko (píše e-mail, posílá ICQ zprávu) a volá svému administrátorovi s tím, že se „to“ pokazilo. Obvykle není schopen popsat problém a porozumět mu.

## Agresivní BFU
Zvláštní variantou BFU je agresivní BFU, který svou neznalost a frustraci z používání výpočetní techniky svaluje na jiné. Jakýkoliv problém (který většinou způsobí sám, mnohdy jde o banální záležitost) svaluje na jiné a agresivně se domáhá rychlé opravy problému s tím, že „předtím to fungovalo“ a tedy je to jednoznačně chyba administrátora.

## Neagresivní BFU
Jak již bylo zmíněno, BFU označuje nezkušeného, běžného, uživatele. Pojem BFU lze tedy zároveň vykládat neagresivní formou jako „Běžný Fyzický Uživatel“ .

## Kontroverze
Podle výzkumu redaktorů časopisu Root.cz je termín původu českého. BFU je specifický český výraz a v zahraničí není znám. 
Jiné zdroje uvádějí, že BFU je překladem vulgárního anglického výrazu. Vzhledem k politické korektnosti se však tento výraz údajně v anglickojazyčných slovnících vyskytuje v menší míře.
Některé slovníky citují oba názory.
Další autoři mají pocit, že „Výsměch BFU je jen přenesený pocit viny z vlastní neschopnosti“.
Lze však používat i slova či zkratky bez negativní konotace. David Hilbert, významný matematik 1. poloviny 20. století, používal pojem OMZU (Obyčejný muž z ulice). V angličtině tomuto neutrálnímu výrazu odpovídá T.C. Mits (akronym z „the celebrated man in the street“).
V cizojazyčném kontaktu je případně možno použít i mezinárodně srozumitelné lamer, newbie, noob, everyman a podobně.